# Sientje ten Holt
Gesina Johanna Elisabeth (Sientje of Gesina) ten Holt (Bergen, 29 oktober 1925 – aldaar, 13 november 2000) was een Nederlands kunstenaar.
Ze was dochter van kunstschilder Henri ten Holt en Catharina Marina Cox. Ze was zus van kunstenaar Friso ten Holt en componist Simeon ten Holt. Met die laatste trok ze naar Parijs, waar hij kennis maakte met Arthur Honegger.
Ze studeerde typografie aan het Instituut voor Kunstnijverheidsonderwijs. Zij ontwierp voor de dichtbundel De gebroken rietlijn van Lucebert de omslag; het boekwerk bevindt zich onder meer in de collectie van het Stedelijk Museum Amsterdam. Tevens leverde ze vertalingen. Ze werkte voorts mee aan een elpee uitgebracht door Philips Records, waarbij dichter Adriaan Roland Holst voordroeg uit eigen werk, begeleid door pianist Hans Henkemans met muziek van Claude Debussy.
Een portret van haar gemaakt door haar vader bevindt zich in de collectie van Museum Kranenburgh.